# 苏丹历史
本文记述了今苏丹共和國的历史，苏丹北部和中部主要由高加索人種中的含米特人種組成，南部（南蘇丹）主要由黑人組成。

## 史前
在公元前七千年，新石器文明已经出现于此。原始人民居住在泥砖的村庄，从事着打猎和捕鱼的活动。在公元前5000年，从干旱的撒哈拉的人们迁入尼罗河谷，从事着农业活动。

## 库施王国

### 納帕塔時期
苏丹的早期历史记载来源于古埃及。在约前2700至前2180年，埃及对南方的努比亞邻居产生了极大的影响。几个世纪过后，这里与埃及的贸易发展。在古王国时代，埃及的军事人员经常进入此地。在中王国时代（前2100-前1720年），埃及在此建立一些永久性的要塞。这些要塞沿着尼罗河形成一个网络。公元前8世纪，努比亞人建立了一个独立的库施王国。公元前750年，庫施國王卡什塔（Kashta）將國境沿尼羅河北推至亞斯文一帶，其後的庫施王皮耶（Painkhy）將整個上埃及地區征服，到了皮耶的兄弟沙巴卡登上庫施王位，沙巴卡在公元前712年將整個下埃及也征服並將首都從納帕塔遷至孟菲斯，建立了埃及第25王朝。库斯人在上下埃及的统治持续了51年。

公元前671年，亞述大舉入侵库施，並將庫施首都孟菲斯攻克，庫施王塔哈爾卡多次反攻也未能奪回孟菲斯。

公元前664年，塔哈爾卡去世，其子坦沃塔瑪尼繼位。

公元前661年，亞述攻占上埃及的首府底比斯，至此努比亞人的庫施王國被逐出埃及地區，退回納帕塔。

公元前591年，埃及第二十六王朝法老普薩美提克二世出兵洗劫了納帕塔，標誌著庫施重新征服埃及的努力歸於失敗。

### 麦罗埃時期
公元前530年左右，库施王国南迁都至麦罗埃（Meroë），从此，库施王国又被称为麦罗埃王国。

在麥羅埃時期，庫施利用當地豐富的森林資源，大力發展了煉鐵業，並與古希臘的商人通過紅海開展貿易，他們還發展了自己的文字麥羅埃文，不再使用古埃及的聖書體象形文字。庫施也將注意力轉向南方，向南方擴張至喀土穆一帶。

公元前23年，羅馬帝國為了報復庫施在公元前30年對上埃及的入侵，出兵入侵努比亞，將納帕塔攻克並夷為平地，後來經過努比亞人2年的抵抗，羅馬與庫施簽署和約後退出庫施。

4世纪，麦罗埃的统治者们发生内讧，削弱了国家的防卫力量，公元350年，库施被强大起来的阿克苏姆王国所消滅。

## 中世纪

### 基督教努比亚
6世纪中叶，从北方的埃及與南方的阿克苏姆大规模传入基督教，并成为努比亚地區的正式宗教。不久以后，努比亚出現了三个基督教国家，分別是北部的諾巴德（Nobates）、中部的墨库拉（Muqurra）和南部的阿勒瓦（Alwa）。諾巴德都於Faras （页面存档备份，存于）；墨库拉以棟古拉为都，故又称棟古拉王国；阿勒瓦建都索巴。

最早对于努比亚基督教諸王国的参考存于公元6世纪希腊与埃及科普特的作者对于努比亚国王转变至基督教的记载。作为一个传统，在大约公元540年，由拜占庭皇帝狄奥多拉皇后派遣的传教团抵达努比亚，并开展传教布道活动。
基督教努比亚諸王国存在了几个世纪，并于9-10世纪在繁荣程度和军事力量上达到顶峰。然而阿拉伯穆斯林人于公元641年征服埃及，并展示出对于基督教努比亚王国的威胁。Nobatia和穆库拉在公元700年之前融合成Dunqulah王国。阿拉伯人最终减少军队以放弃威胁。阿拉伯穆斯林统治埃及以及对于埃及基督教徒的迫害使得努比亚王国与科普特族长交流以及获得埃及训练的神职人员的困难。

公元642年和公元651年，阿拉伯人兩度入侵努比亚，入侵者深入至棟古拉一带并摧毀了棟古拉的基督教大教堂，不過在努比亚的基督教諸王国聯合反抗下，阿拉伯人并未能征服努比亚，公元651年，阿拉伯帝國的埃及總督與南方的努比亚諸国簽訂了《巴克特（Baqt （页面存档备份，存于））條約》，後經多次修改，條約效力持續了六百多年。

公元1276年，埃及馬木路克蘇丹國攻滅了墨库拉（Muqurra）王國。

公元1315年，阿勒瓦（Alwa）王國滅亡。

### 苏丹的伊斯兰化

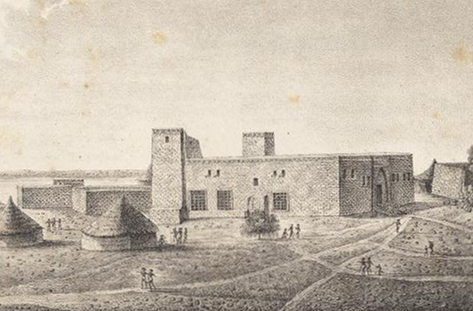
森納爾（蘇丹東南）的大清真寺，於17世紀建造

641年，阿拉伯人占领埃及，并从阿拉伯半岛带入了伊斯兰教。651年，阿拉伯人控制下的埃及开始侵入努比亚。之后，阿拉伯穆斯林从埃及和阿拉伯半岛等地大规模移民至苏丹，并不断向土著黑人施压，伊斯兰教便逐渐在大部分地区占据优势。13世纪，埃及以武力袭击南方。1276年穆库拉国亡，阿尔瓦亦渐趋衰落。

15世纪末，丰吉人在吉齐拉地区游牧。后其领袖奥玛尔·冬卡与北部阿拉伯人首领阿卜杜拉·詹马联合。1485年，奥玛尔·冬卡建立芬吉苏丹国，首都森纳尔。1761年，科尔多凡总督、哈马杰人阿布·利凯立克起兵反叛，废除国王，立国王之子为傀儡。王权落入哈马杰人大臣手中。

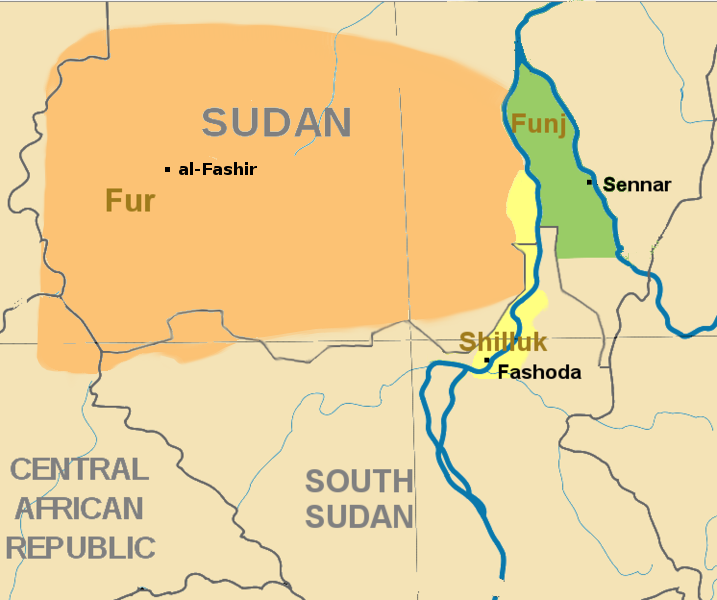
1800年的蘇丹南部

1596年，富爾人蘇萊曼·索龍（Sulayman Solong）建立了達爾富爾蘇丹國，定都法希爾，與芬吉苏丹国爭奪科爾多凡地區的控制權。

1618-1620年，埃塞俄比亞入侵芬吉苏丹国，掠奪法希爾。

1730與1744年，芬吉苏丹国兩度擊敗入侵的埃塞俄比亞軍隊。

1747與1770年，芬吉苏丹国兩度攻占科爾多凡地區。

1820年，埃及攻占棟古拉。

1821年，埃及攻占芬吉苏丹国首都森纳尔，芬吉苏丹国滅亡。

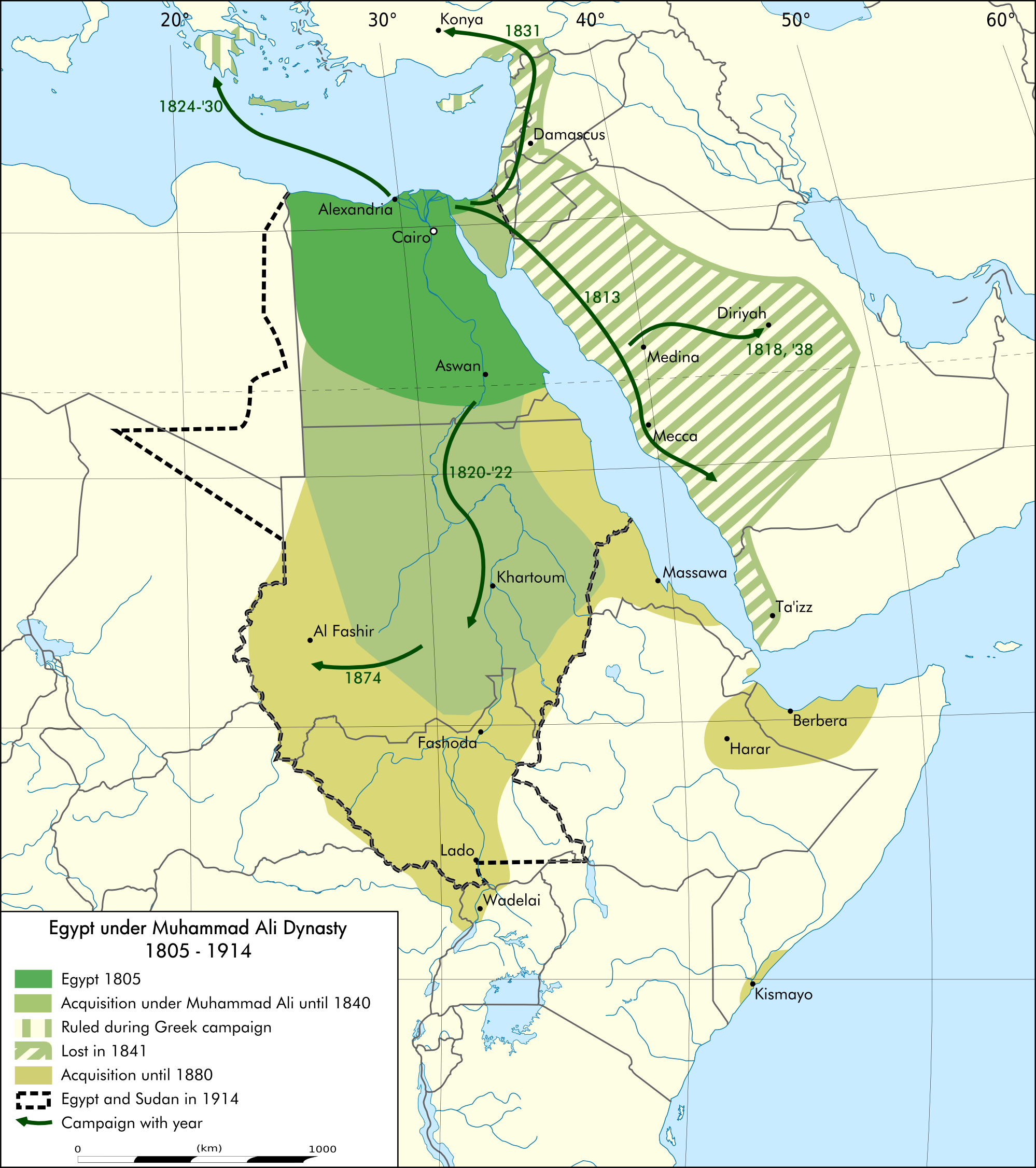
埃及強人總督穆罕默德·阿里於1820-1821年征服蘇丹，此為1830年代其治下的埃及王國（名义上为鄂圖曼帝国领土）的極大疆域

## 19世纪

### 埃及统治下苏丹

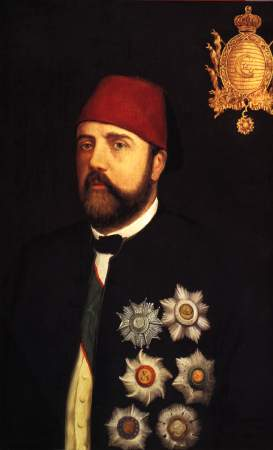
致力將將埃及和蘇丹現代化的埃及世襲總督（實際的埃及國王，但名義上仍臣服鄂圖曼）伊斯梅爾帕夏，於1863-1879年在位

1821年，名義上臣服於奥斯曼帝国的埃及阿里王朝，使用先进的欧洲武器再次占领努比亚以及其南部的白尼罗河。

1874年，埃及占領加札爾河及達爾富爾地區。

1873年，埃及总督赫迪夫邀请戈登出任苏丹赤道省的总督。1876年，戈登任整个苏丹的总督。他在苏丹的六年间，致力于打击奴隶贸易。1880年，戈登递交辞呈，离开苏丹。在他的继任拉乌夫治下，苏丹的奴隶贸易又恢复了过去的规模。

### 马赫迪起事

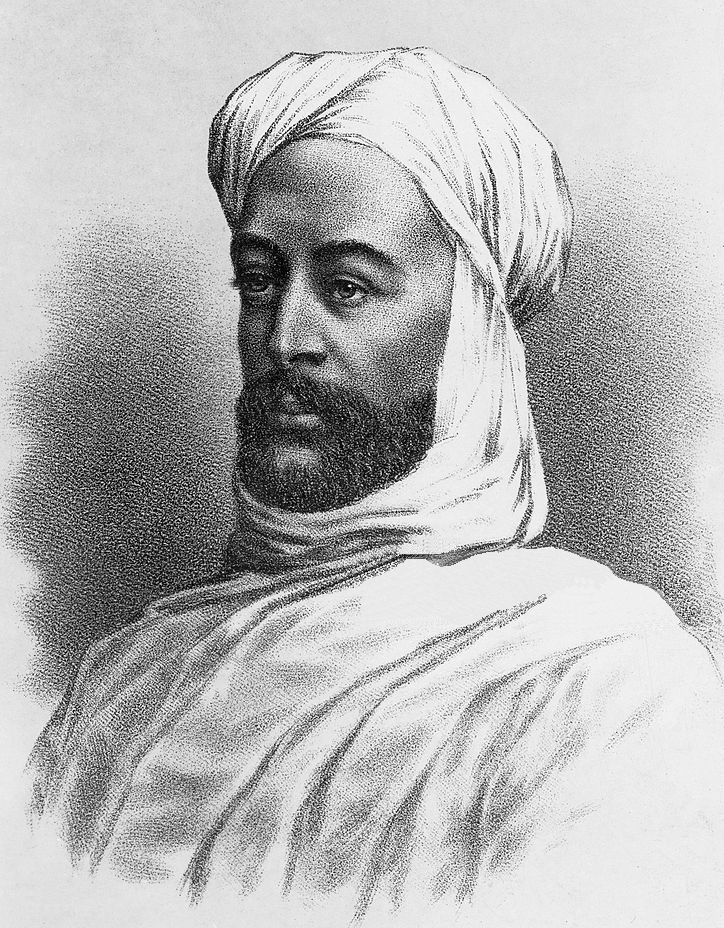
短暫推翻埃及統治的蘇丹英雄──穆罕默德·艾哈迈德，在1881-1885年統治蘇丹

1881年8月，苏丹宗教领袖穆罕默德·艾哈迈德宣布自己是马赫迪（救世主），号召人民进行“圣战”，驱逐外国侵略者，建立“普遍平等，处处公正的美好社会”。1883年11月，反抗军集中4万多优势兵力，一举歼灭英军1万多人。英国重新起用戈登，戈登再次回到苏丹。1884年2月18日，戈登抵达喀土穆。一个月后，马赫迪军队完成对喀土穆的包围。1885年1月26日，反抗军攻陷首都喀土穆，杀死戈登。1885年6月，马赫迪病逝。阿卜杜拉（约1846—1899）继位，称哈里发（伊斯兰教国家元首），他建立了统一的伊斯兰封建国家──马赫迪王国，首都恩图曼。

马赫迪王国滅亡後，1898年9月，富爾蘇丹國的蘇丹阿里·第納爾（Ali Dinar）自立并宣佈收回達爾富爾的統治權并以奥斯曼帝国為宗主國，英國在阿里·第納爾每年向埃及進貢為前提下承認富爾蘇丹國，1914年，富爾蘇丹國響應奥斯曼帝国的號召向同盟國宣戰，英國隨即派兵消滅富爾蘇丹國，1916年，英國將達爾富爾併入蘇丹。

### 欧洲人的统治（1896——1955年）
1896年，英国殖民军再次向苏丹发动进攻。

1898年4月，喀土穆陷落，英国重占苏丹。阿卜杜拉率残部退守科尔多凡省，直至战死。9月英軍在恩圖曼戰役中獲勝。

1899年1月，英国与埃及签订《英埃关于共管苏丹的协定》，英埃共管苏丹，苏丹总督由英国人担任，只在名义上由埃及任命。3月，英法兩國就中非地區的勢將范圍達成協議。

1902年，英国与埃塞俄比亞签订條約，確定了苏丹與埃塞俄比亞的邊界。

1909年，英国与比利時签订條約，確定了苏丹與比屬剛果之間的邊界。

1940年夏，意大利入侵蘇丹，攻占了卡薩拉，次年1月，蘇丹重奪卡薩拉。

1945年底，苏丹民族党成立，主张通过与英国协商获得独立。

1948年，苏丹人民抵制殖民当局所组织的立法会议选举。工人不断展开大规模罢工。

1950年11月苏丹工会联合会成立。

1951年10月埃及宣布废除1899年英埃共管苏丹协定，苏丹人民示威游行，要求英国撤军和苏丹独立。

1954年1月民族联盟合党在议会选举中获胜，组成苏丹民族政府。

1955年12月苏丹议会上下院通过宣布独立的决议。12月31日议会通过临时宪法。南、北蘇丹衝突，第一次蘇丹內戰爆發。

## 独立时代

### 第一屆文官政府與第一次苏丹内战
1954年，苏丹自治政府成立。
1955年8月18日，南方的一些部隊在托里特發動兵變，但很快被鎮壓，很多不願投降的士兵躲藏了起來。
1953年2月，英国和埃及达成协议，给予苏丹自治政府和自决权。始于1954年的议会召开标志着苏丹从过渡时期迈向独立。1956年1月1日，苏丹正式宣布独立，成立苏丹共和国。

### 阿布德軍政府
1958年11月17日，文官政權被兵變所推翻，大權由易卜拉欣·阿布德（Ibrahim Abboud）掌控。

苏丹大力推行阿拉伯化，同時壓制南方的基督教勢力，1962年5月，苏丹頒布意在限制南方基督教勢力的《傳教士法》，南方出現了反政府的「阿爾亞尼亞運動」（Anya Nya ，一種毒藥名稱），其中一些人組織了遊擊隊，開始武裝反叛。

1964年2月，苏丹下令驅逐南方的外國傳教士及鎮壓南方的基督教士。

1964年10月28日，阿布德政府倒台。

### 第二屆文官政府
阿布德政府在10月28日倒台後，苏丹成立過渡政府，并按照1956年的憲法運作。

1965年3月，苏丹全國大選後，穆罕默德·艾哈邁德·馬哈古卜（Mohammed Ahmed Mahgoub）出任總理。

1966年7月，馬哈古卜因議會的不信任表決而辞職，新總理由薩迪克·馬赫迪出任。

1967年3月，薩迪克政府倒台，馬哈古卜重又出任總理。

1968年，馬哈古卜政府出現危機，馬哈古卜解散了議會，同年4月進行新的選舉，大選後，馬哈古卜出任總理。

1969年5月25日，加法尔·尼迈里上校发动军事政变夺取政权，改国名为“蘇丹民主共和國”。

### 尼迈里軍政府
尼迈里掌權後，宣佈停止憲法及禁止政黨活動，1969年11月，尼迈里出任總理，不久對苏丹共產黨進行了清洗行動。

1971年7月19日，苏丹共產黨的殘餘人员發動了一場未遂政變，一度俘獲了尼迈里。政變被平定後，尼迈里再度對苏丹共產黨進行了清洗，處決了一些人。

1971年9月，尼迈里在全民投票中當選為總統，任期六年，同年，南蘇丹解放運動（Southern Sudan Liberation Movement）成立。

#### 第一次苏丹内战的結束
1972年，苏丹和南蘇丹解放運動在亚的斯亚贝巴會談，3月27日，雙方簽署了《亚的斯亚贝巴協定》，結束了長達27年的第一次蘇丹內戰。

1973年，苏丹制定了新憲法。
1977年，尼迈里再次當選總統。

#### 第二次苏丹内战爆發
1983年，尼邁里決定終止《亚的斯亚贝巴協定》，同年6月5日，加法爾·尼邁里將南方地區分赤道、加札爾河、上尼羅三省并取消了南方的自治地位，同年9月，尼邁里頒布了後來被稱為「九月法令」的若干法令，內容主要是在全國全面實施伊斯蘭法的法令，該法令引起了由非穆斯林為主體的南方人的憤恨，同年年底，北、南蘇丹再度衝突，第二次蘇丹內戰爆發。後來尼邁里政府雖然倒台，但歷屈政府并沒有停止「九月法令」。

### 达哈卜的過渡軍政府
1985年4月6日，阿布德·拉赫曼·蘇瓦爾·达哈卜（Abd al Rahman adh Dhahab）将军乘尼邁里外訪美國時，发动军事政变推翻尼迈里政权，成立过渡軍事委員會。1985年12月15日，将国名改回“苏丹共和国”。1986年，苏丹举行大选，萨迪克·马赫迪出任总理，达哈卜將政權交還給民選的萨迪克政府。

### 萨迪克文官政府
1988年11月，萨迪克政府和南方反政府組織在亚的斯亚贝巴簽署和解協定，內容包括停火、涷結伊斯蘭法在南方的施行等等。

1989年6月30日，在萨迪克政府對「九月法令」的廢除表決前24小時，奧馬爾·哈桑·艾哈邁德·巴希爾上校發動政變，推翻萨迪克政府。

### 巴希爾的統治
巴希爾推翻萨迪克政府後，成立了一個由15人組成的救國革命指揮委員會（Revolutionary Command Council for National Salvation），并實行黨禁，實行嚴格的新聞控制。

1991年1月，巴希爾政府宣佈除了南方外，全國實行伊斯蘭法。

1993年10月16日，巴希爾就任總統。

1996年3月6日，巴希爾再次當選總統，4月26日，聯合國安理會對蘇丹實施制裁。

1997年11月4日，美國對蘇丹實施經濟制裁。

1998年8月20日，美國空襲喀土穆。

#### 第二次苏丹内战結束
2000年12月，巴希爾连任总统。2003年7月，达尔富尔衝突爆發。2005年1月，蘇丹與南方反政府武裝達成和平協定，第二次蘇丹內戰結束。7月，巴希尔再次连任总统。

2010年4月11日，舉辦24年來的第一次全國大選，雖然選舉公正性備受質疑，但被視為轉型為民主社會的第一步，也是南蘇丹獨立的一進程。

2010年4月26日，苏丹总统奥马尔·巴希尔在11日至15日举行的苏丹大选中获胜，连任总统。

#### 南苏丹独立
2011年1月9日举行南苏丹独立公投，98.83%有效票赞成独立。2011年7月9日，南苏丹正式独立，成为一个新的主權國家。原面積約250萬平方公里的蘇丹，在南蘇丹獨立後，面積已縮減至188萬餘平方公里。

### 近况
2019年4月，巴希尔下台。2021年10月25日，苏丹爆发军事政变。2023年4月苏丹发生内战。